# Gliese 876 d
Gliese 876 d je zunajosončni planet, ki se nahaja v ozvezdju Vodnar in je približno 15 svetlobnih let oddaljen od Zemlje. Je tretji odkriti planet, ki kroži okrog rdeče pritlikavke Gliese 876. V času odkritja je bil najmanj masiven od vseh znanih zunajosončnih planetov (z izjemo pulzarjevih planetov v orbiti okrog pulzarja PSR B1257+12) in bi ga lahko uvrstili med superzemlje.